# Royal Cornwall Yacht Club
Der Royal Cornwall Yacht Club (RCYC) ist ein Wassersportverein in der Hafenstadt Falmouth an der Südküste der Grafschaft Cornwall in England. Das Clubgebäude befindet sich im Nordosten von Falmouth direkt an der Carrick Roads.

## Geschichte

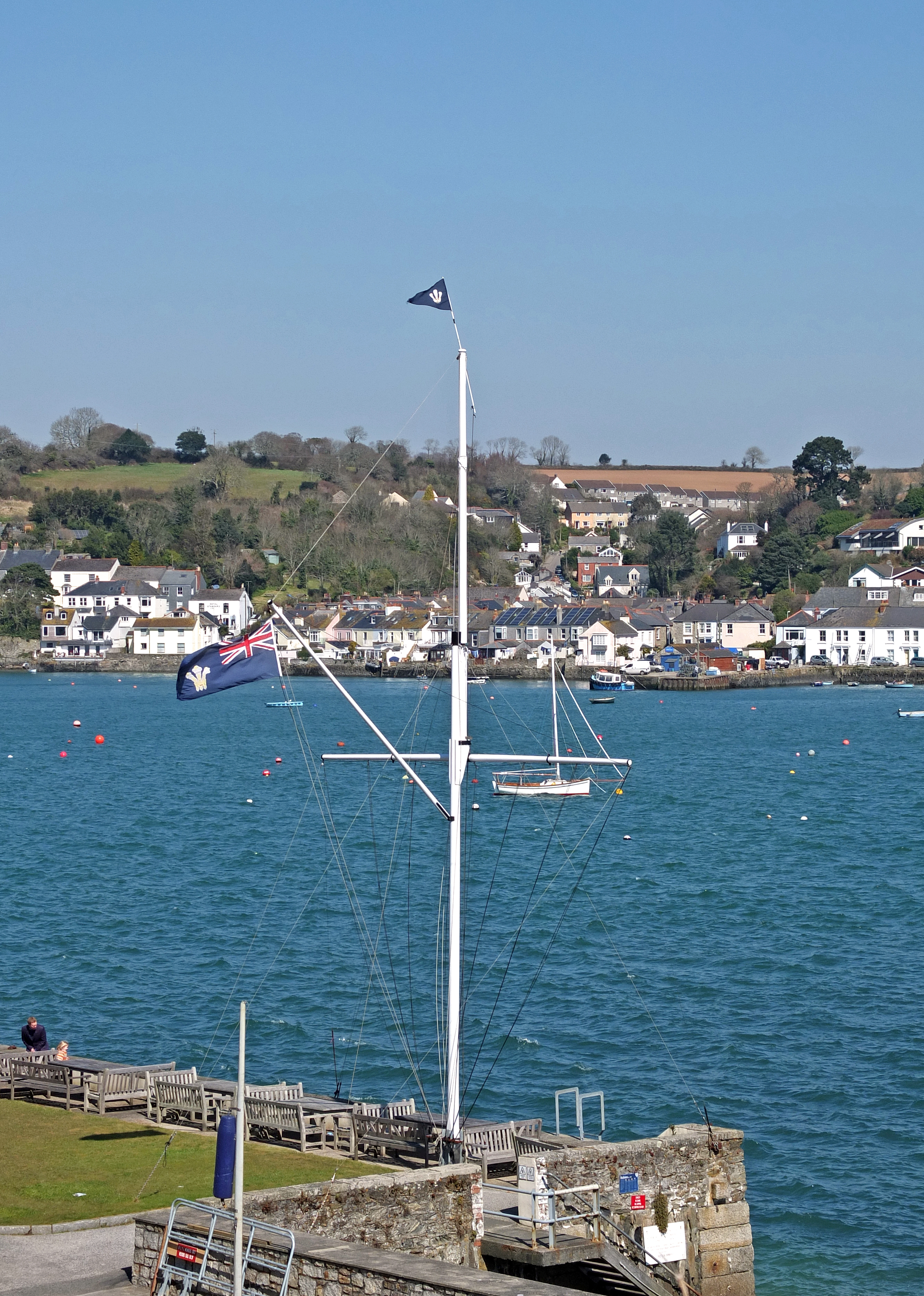
Signalmast des Royal Cornwall Yacht Club

Der Royal Cornwall Yacht Club wurde 1871 als 15. Royal Yacht Club in der Geschichte des Vereinigten Königreichs gegründet.
1871 wählten die 47 Gründungsmitglieder des Clubs Lord Wodehouse (1848–1932) zum Commodore (erster Vorsitzende). 1872 gestattete die Admiralität (englisch Admiralty) den Club-Mitgliedern die Blue Ensign als Seeflagge auf ihren Yachten zu führen. Im gleichen Jahr erhielt der Club die Erlaubnis, das Wort Royal im Club-Namen zu führen.
Der Club wählte als Sitz 1872 das Falmouth Hotel, befand es aber zu weit vom Hafen gelegen und zog daher 1874 in das Greenbank Hotel. Hier blieb man bis 1883 und bezog dann Greenbank House, wo der RCYC bis heute domiziliert. Die Aufnahmegebühr für die Clubmitgliedschaft betrug 1883 eine Guinee (englisch one guinea).
1876 wurde das erste weibliche Mitglied aufgenommen, Georgiana Mary Gregor of Torquay. Ihr gehörten die Yachten Morwenna (20 Tonnen) und Teresa (9 Tonnen). Das zweite weibliche Mitglied kam im Jahr 1894.

## Ehrenvorsitzende
Die ersten Ehrenvorsitzenden waren Queen Victoria und der spätere König Edward VII. (damals Duke of Cornwall). Nacheinander waren die Monarchen Ehrenvorsitzende bis zum König  Georg VI., der von  Prinz Philip, Duke of Edinburgh im Jahr 1952 abgelöst wurde. Sein Sohn Prinz Charles, Duke of Cornwall ist seit 1977 Ehrenvorsitzender.

## Regatten

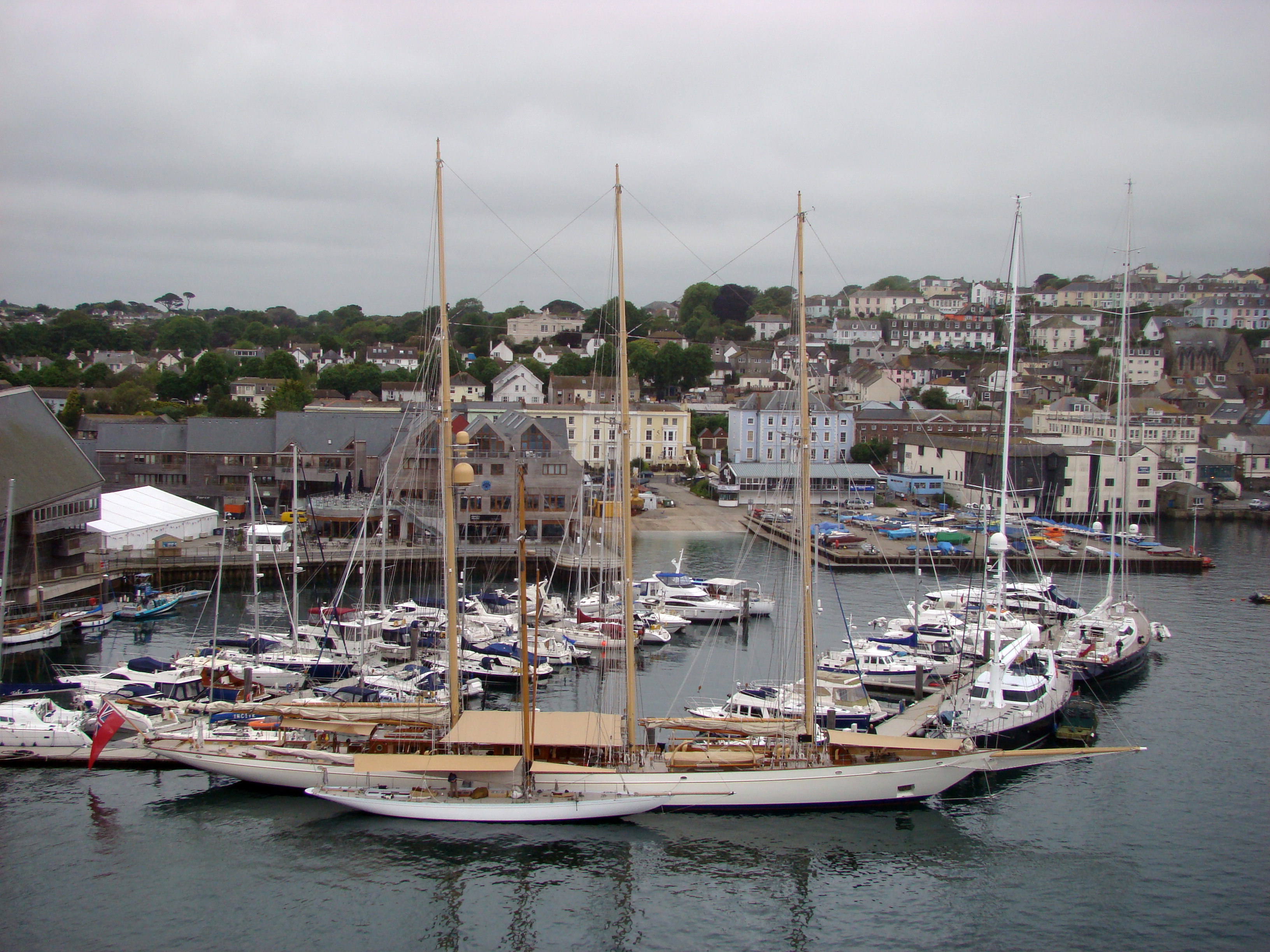
Falmouth, Jachthafen, 2009

Falmouth war lange Zeit ein Schauplatz für große Ragattaveranstaltungen. In den frühen 1900er Jahren hatte der Club einen Regatta Fond, der vom Prince of Wales mit jährlich 25 Guineas unterstützt wurde.
In der „King's Class“ waren die Könige Edward VII. und George V. häufig als Teilnehmer mit der königlichen Yacht Britannia, und später nach dem Umbau in der  J-Klasse gemeldet. Diese Regatten waren regelmäßige Veranstaltungen des RCYC vor den Weltkriegen des 19. Jahrhunderts.
1934 wurde die erste nationale Jollen-Meisterschaft unter dem Stander des RCYC durchgeführt, als während der „Prince of Wales Cup Week“, die Klasse der International 14 teilnahmen. Die erste Club-Teilnahme am Hochsee-Segelsport war im Jahr 1938, als der RCYC das Falmouth-Kingstown Race veranstaltete.
Nach dem Zweiten Weltkrieg organisierte der Club nationale und international Segelveranstaltungen wie im Jahr 2012 den Finn Gold Cup, die Weltmeisterschaft im Finn-Dinghy.
Am 22. April 1969 machte Robin Knox-Johnston seine Yacht an den Club-Anlagen des RCYC fest, nachdem er die erste Einhand-Weltumsegelung im Rahmen des Sunday Times Golden Globe Race beendet hatte.
Ben Ainslie wurde vom RCYC zum Ehrenmitglied im Jahr 2001 gewählt, als Auszeichnung für den Gewinn der  ersten Goldmedaille im Finn-Dinghy in Sydney 2000.
Im Januar 2012 wurde der RCYC durch die neu geformte Kampagne von „Ben Ainslie Racing“ Teilnehmer an den America’s Cup World Series. Im Juli 2012 veranstaltete der Club eine Regatta für die J-Klasse, die seit 1936 nicht wieder in Falmouth gesegelt hatte.